# Вильев (лунный кратер)
Кратер Вильев (лат. Vilʹev) — крупный ударный кратер в экваториальной области обратной стороны Луны. Название присвоено в честь русского астронома Михаила Анатольевича Вильева (1893—1919) и утверждено Международным астрономическим союзом в 1970 г. 

## Описание кратера

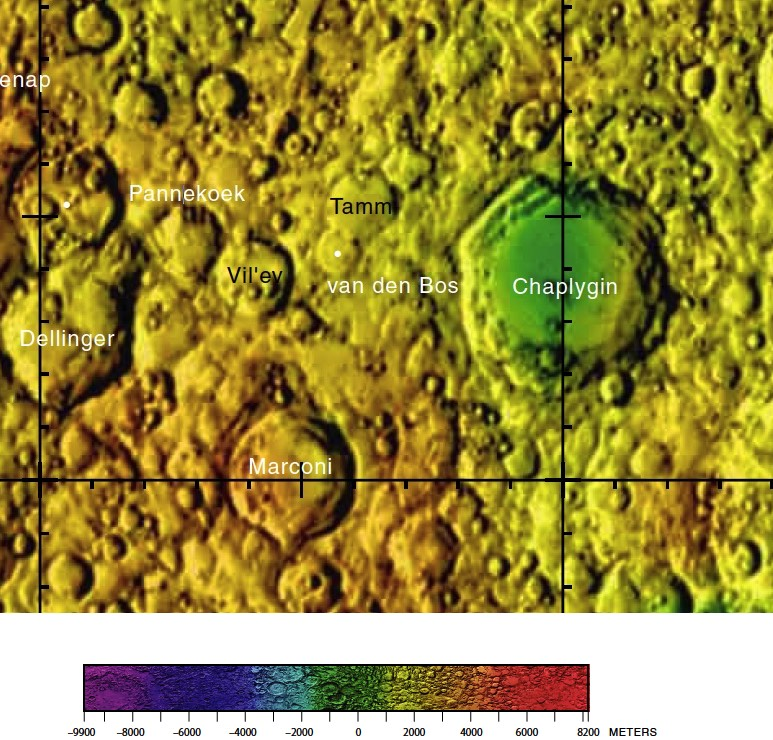
Окрестности кратера Вильев. Фрагмент карты обратной стороны Луны.

Ближайшими соседями кратера являются кратер Паннекук на западе-северо-западе, кратер Тамм на северо-востоке, кратер Ван ден Бос на востоке, кратер Маркони на юге, кратер Деллинджер на западе-юго-западе. Селенографические координаты центра кратера 5°46′ ю. ш. 144°23′ в. д. / 5,76° ю. ш. 144,39° в. д., диаметр 45,8 км, глубина 2,27 км.
Вал кратера значительно разрушен и превратился в нерегулярное кольцо холмов. Средняя высота вала кратера над окружающей местностью 1080 м, объем кратера составляет приблизительно 1600 км³. В южной части чаши располагаются три небольших чашеобразных кратера.

## Сателлитные кратеры

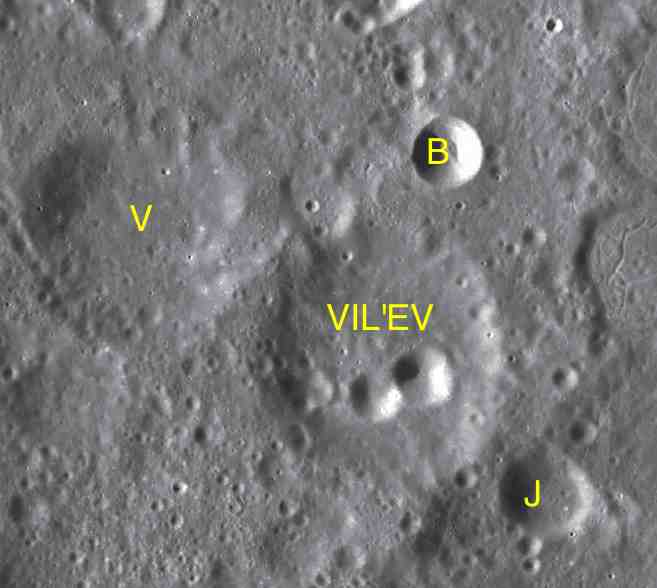
Фрагмент карты LAC-84.

| Вильев | Координаты                                            | Диаметр, км |
| ------ | ----------------------------------------------------- | ----------- |
| B      | 4°37′ ю. ш. 144°50′ в. д. / 4,62° ю. ш. 144,83° в. д. | 12,3        |
| J      | 6°34′ ю. ш. 145°23′ в. д. / 6,56° ю. ш. 145,39° в. д. | 16,6        |
| V      | 5°05′ ю. ш. 143°03′ в. д. / 5,09° ю. ш. 143,05° в. д. | 41,5        |